# هارالد لوکنر
هارالد لوکنر (انگلیسی: Harald Lückner؛ زادهٔ ۲۷ مارس ۱۹۵۷) از برندگان مدال‌های بازی‌های المپیک زمستانی بازیکن هاکی روی یخ اهل سوئد است.